# Ginástica de trampolim nos Jogos Olímpicos de Verão de 2024 - Masculino
O evento masculino da ginástica de trampolim nos Jogos Olímpicos de Verão de 2024 foi realizada na Bercy Arena em Paris, França, em 2 de agosto de 2024. Um total de 16 ginastas de 15 Comitês Olímpicos Nacionais (CON) participaram do evento.

## Qualificação
Das 16 vagas disponíveis para o evento, cinco foram concedidas aos ginastas mais bem classificados no Campeonato Mundial de 2023 em Birmingham, no Reino Unido. Outras dez vagas foram atribuídas aos melhores ginastas nas séries da Copa do Mundo de Trampolim de 2023–2024. Finalmente, uma quota continental foi realocada para a Austrália.

## Calendário
Horário local (UTC+2)
| Data        | Horário | Fase             |
| ----------- | ------- | ---------------- |
| 2 de agosto | 18:00   | Classificatórias |
| 2 de agosto | 19:50   | Final            |

## Medalhistas
| Ouro   | AIN Ivan Litvinovich |
| Prata  | CHN Wang Zisai       |
| Bronze | CHN Yan Langyu       |

## Resultados

### Classificatórias
Os oito ginastas com as maiores pontuações (de duas rotinas) se classificam para a final. A maior pontuação está em negrito.
| Pos. | Ginasta                 | 1ª rotina | 2ª rotina | Maior pontuação | Notas |
| ---- | ----------------------- | --------- | --------- | --------------- | ----- |
| 1    | AIN Ivan Litvinovich    | 63.420    | 42.580    | 63.420          | Q     |
| 2    | CHN Wang Zisai          | 60.950    | 62.230    | 62.230          | Q     |
| 3    | CHN Yan Langyu          | 61.420    | 62.220    | 62.220          | Q     |
| 4    | NZL Dylan Schmidt       | 59.510    | 60.810    | 60.810          | Q     |
| 5    | POR Gabriel Albuquerque | 59.750    | 31.070    | 59.750          | Q     |
| 6    | FRA Pierre Gouzou       | 58.520    | 59.100    | 59.100          | Q     |
| 7    | GBR Zak Perzamanos      | 58.800    | 59.030    | 59.030          | Q     |
| 8    | COL Ángel Hernández     | 57.900    | 58.640    | 58.640          | Q     |
| 9    | KAZ Danil Mussabayev    | 58.070    | 52.550    | 58.070          | R1    |
| 10   | USA Aliaksei Shostak    | 57.350    | 6.120     | 57.350          | R2    |
| 11   | GER Fabian Vogel        | 29.120    | 56.890    | 56.890          |       |
| 12   | BRA Rayan Dutra         | 56.370    | 56.210    | 56.370          |       |
| 13   | AUS Brock Batty         | 55.890    | 23.150    | 55.890          |       |
| 14   | ESP David Vega          | 55.620    | 28.160    | 55.620          |       |
| 15   | AUT Benny Wizani        | 54.990    | 12.460    | 54.990          |       |
| 16   | JPN Ryusei Nishioka     | 24.710    | 35.750    | 35.750          |       |

### Final
Os ginastas com as melhores pontuações (rotina única) conquistam as medalhas.
| Pos.              | Ginasta                 | Nota D | Nota E | Nota T | Nota H | Pen    | Total  |
| ----------------- | ----------------------- | ------ | ------ | ------ | ------ | ------ | ------ |
| Medalha de ouro   | AIN Ivan Litvinovich    | 18.400 | 16.700 | 18.490 | 9.500  |        | 63.090 |
| Medalha de prata  | CHN Wang Zisai          | 18.000 | 17.000 | 17.590 | 9.300  |        | 61.890 |
| Medalha de bronze | CHN Yan Langyu          | 17.800 | 16.600 | 17.850 | 8.900  | -0.200 | 60.950 |
| 4                 | GBR Zak Perzamanos      | 18.500 | 14.300 | 17.540 | 9.500  |        | 59.840 |
| 5                 | POR Gabriel Albuquerque | 18.000 | 15.500 | 17.240 | 9.000  |        | 59.740 |
| 6                 | FRA Pierre Gouzou       | 17.100 | 15.600 | 16.940 | 9.300  |        | 58.940 |
| 7                 | COL Ángel Hernández     | 16.000 | 13.700 | 15.250 | 8.200  |        | 53.150 |
| 8                 | NZL Dylan Schmidt       | 6.300  | 5.000  | 5.500  | 2.700  |        | 19.500 |